# Echinoneoida
Ordre
Les Echinoneoida sont un ordre d'oursins irréguliers.

## Caractéristiques

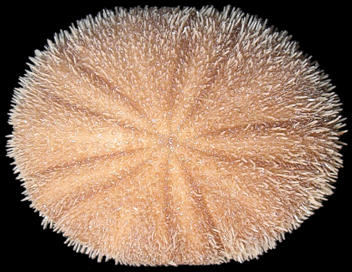
Echinoneus cyclostomus séché.

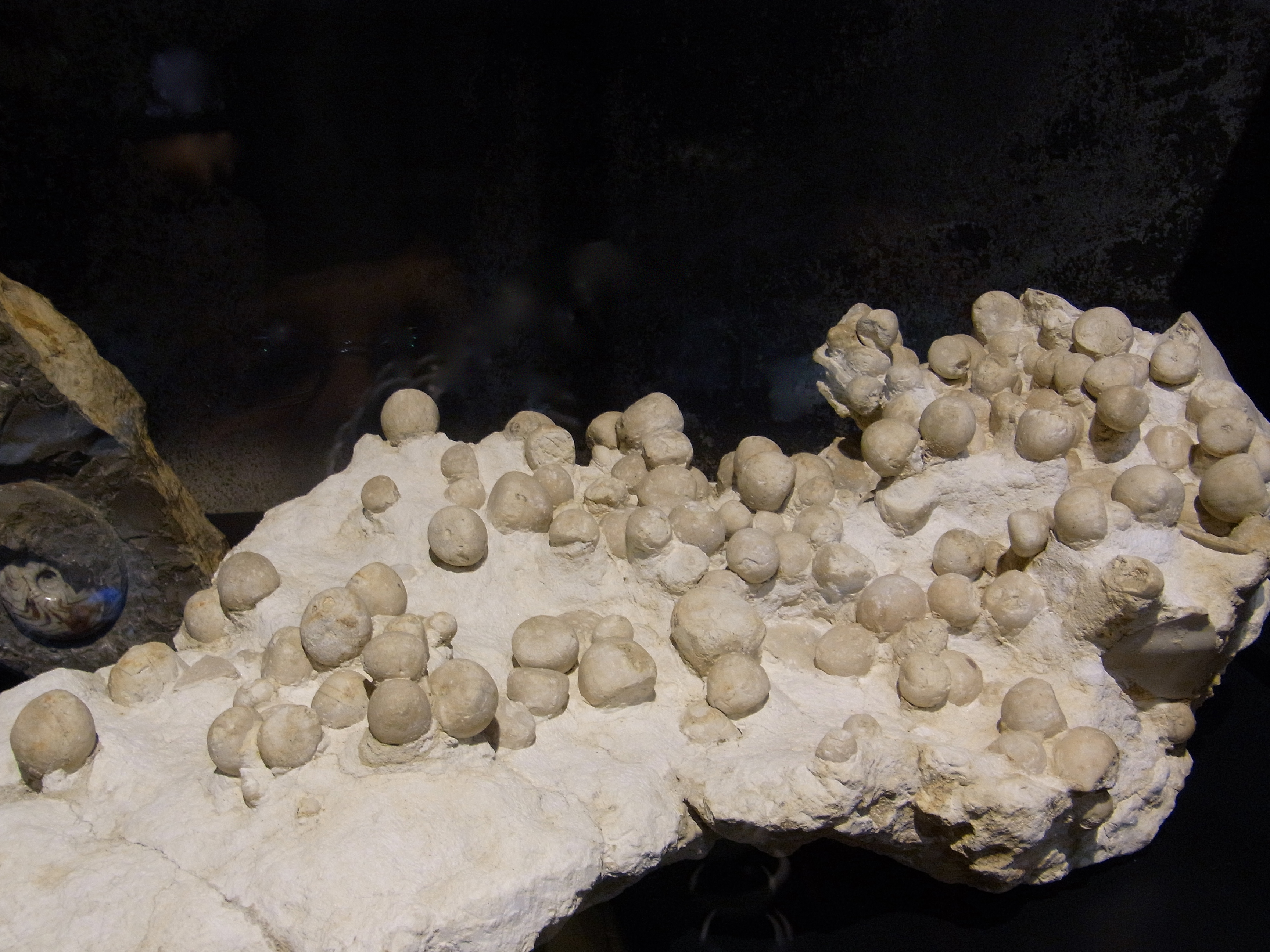
Fossiles de Conulus subroundatus (Crétacé, Allemagne).

Les Echinoneoida sont des oursins irréguliers. Leur test (coquille) subsphérique est de forme plus ou moins ovale, la bouche (« péristome ») est située au centre de la face orale (inférieure) et l'anus (« périprocte ») juste derrière elle (formant un axe antéro-postérieur et donc une symétrie biradiale), alors que les quatre orifices génitaux et le madréporite sont situés à l'apex, au sommet de la face aborale.
Les ambulacres relient l'apex au péristome sans différenciation, comme chez les oursins réguliers. Les plaques du test portent des tubercules de taille homogène, non différentiés. Ces oursins n'ont pas de lanterne d'Aristote.
Cet ordre est sans doute le plus basal des oursins irréguliers, encore très proche des réguliers ; il est apparu au Jurassique (Oxfordien), où il avait une répartition mondiale ; il en reste trois espèces vivantes (la plus courante étant Echinoneus cyclostomus Leske, 1778).

## Liste des familles
Selon World Register of Marine Species (2 décembre 2013) : 
- super-famille Conulidea Kroh & Smith, 2010 †
  - famille Conulidae Lambert, 1911a †
  - famille Galeritidae Gray, 1825 †
  - famille Neoglobatoridae Endelman, 1980 †
- famille Echinoneidae L. Agassiz & Desor, 1847
  - genre Amblypygus L. Agassiz, 1840a † -- 4 espèces fossiles
  - genre Duperieria Roman, 1968 † -- 1 espèce fossile
  - genre Echinoneus Leske, 1778 -- 1 espèce vivante, 5 fossiles
    - espèce Echinoneus cyclostomus Leske, 1778

  - genre Koehleraster Lambert & Thiéry, 1921 -- 1 espèce vivante
    - espèce Koehleraster abnormalis (de Loriol, 1883)

  - genre Micropetalon A. Agassiz & H.L. Clark, 1907b -- 1 espèce vivante
    - espèce Micropetalon purpureum A. Agassiz & H.L. Clark, 1907

  - genre Paramblypygus Tessier & Roman, 1973 † -- 1 espèce fossile

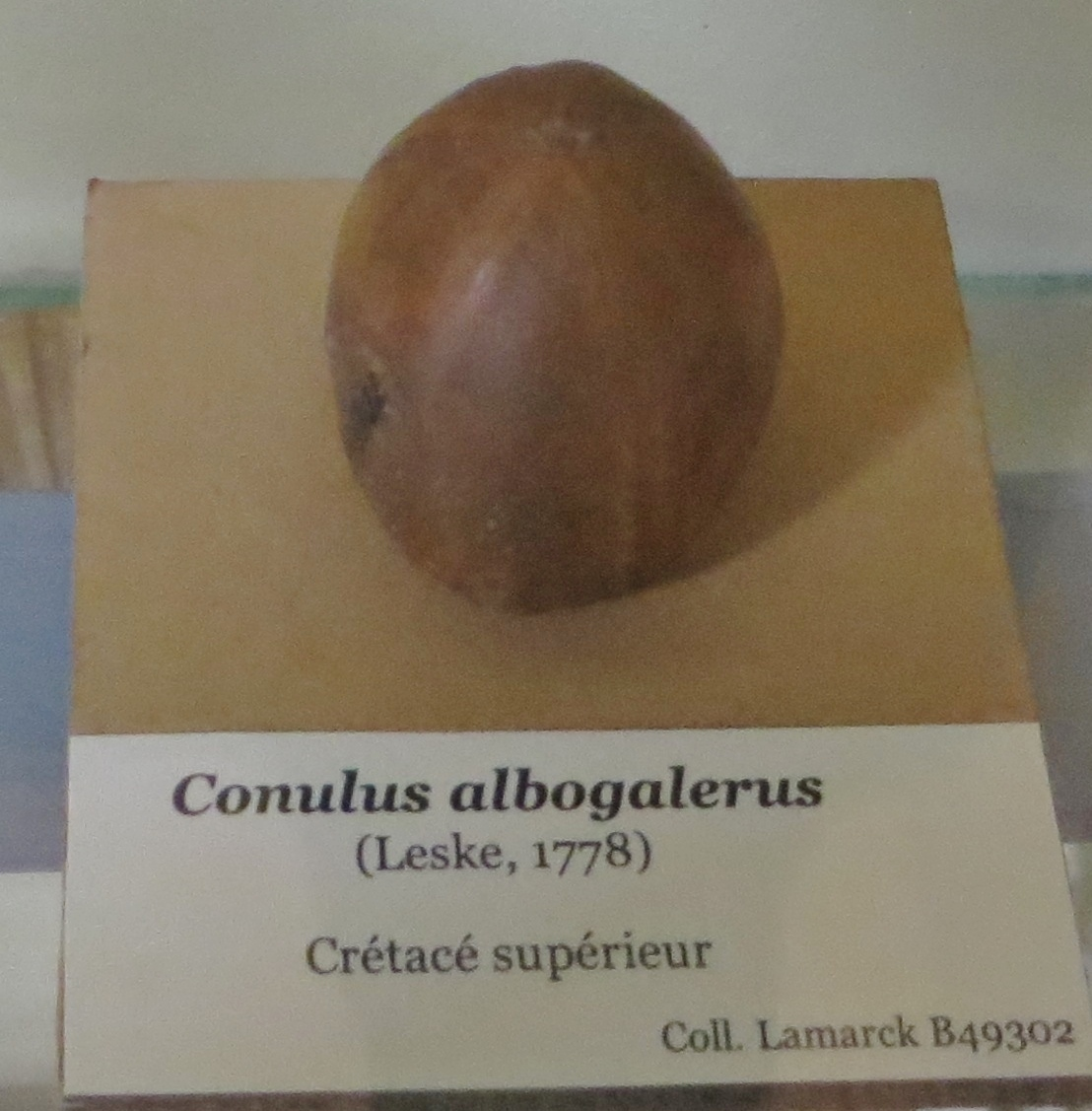
Fossile de Conulus albogalerus (Crétacé supérieur, MNHN)
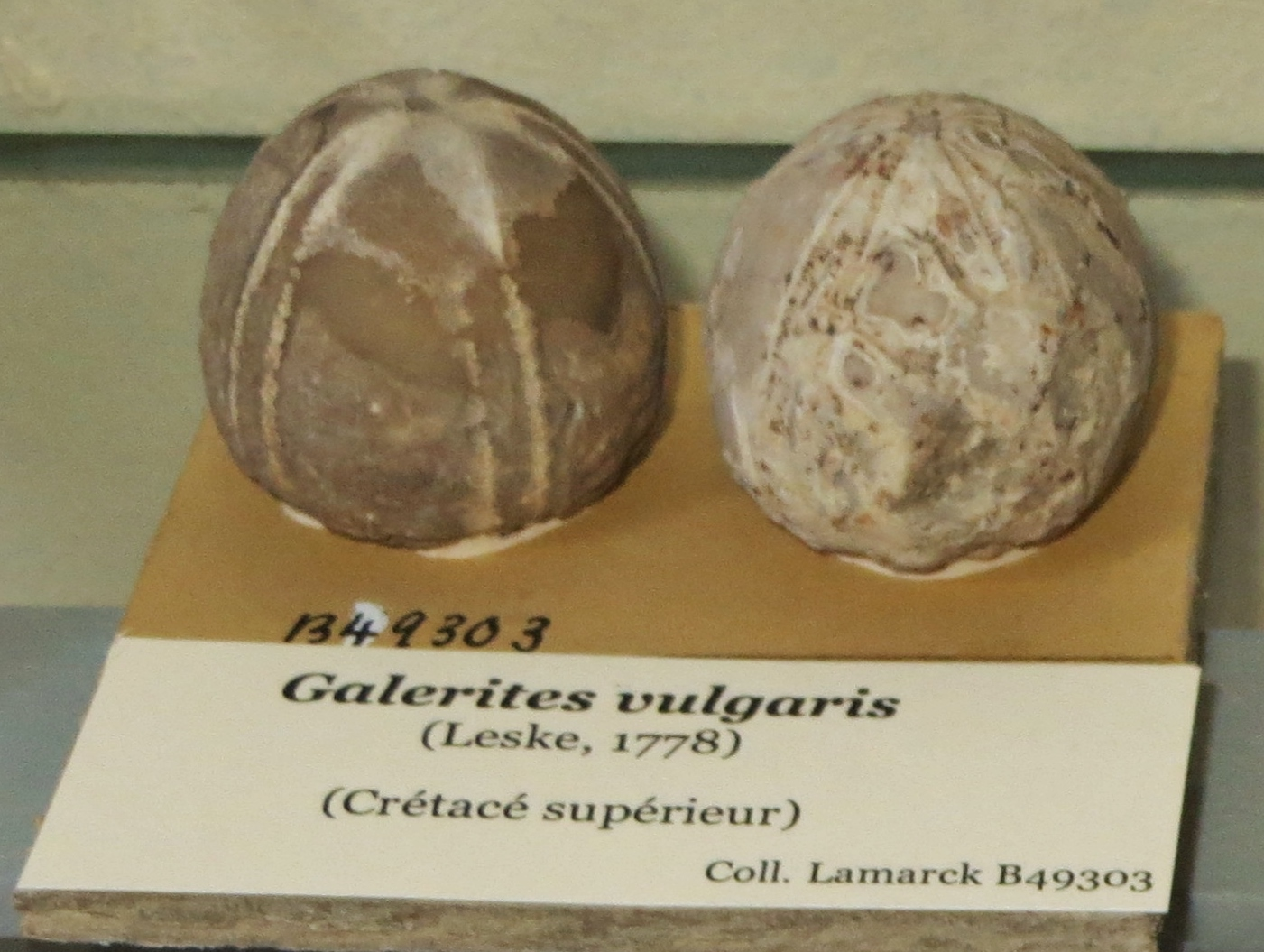
Fossiles de Galerites vulgaris (Crétacé, MNHN)
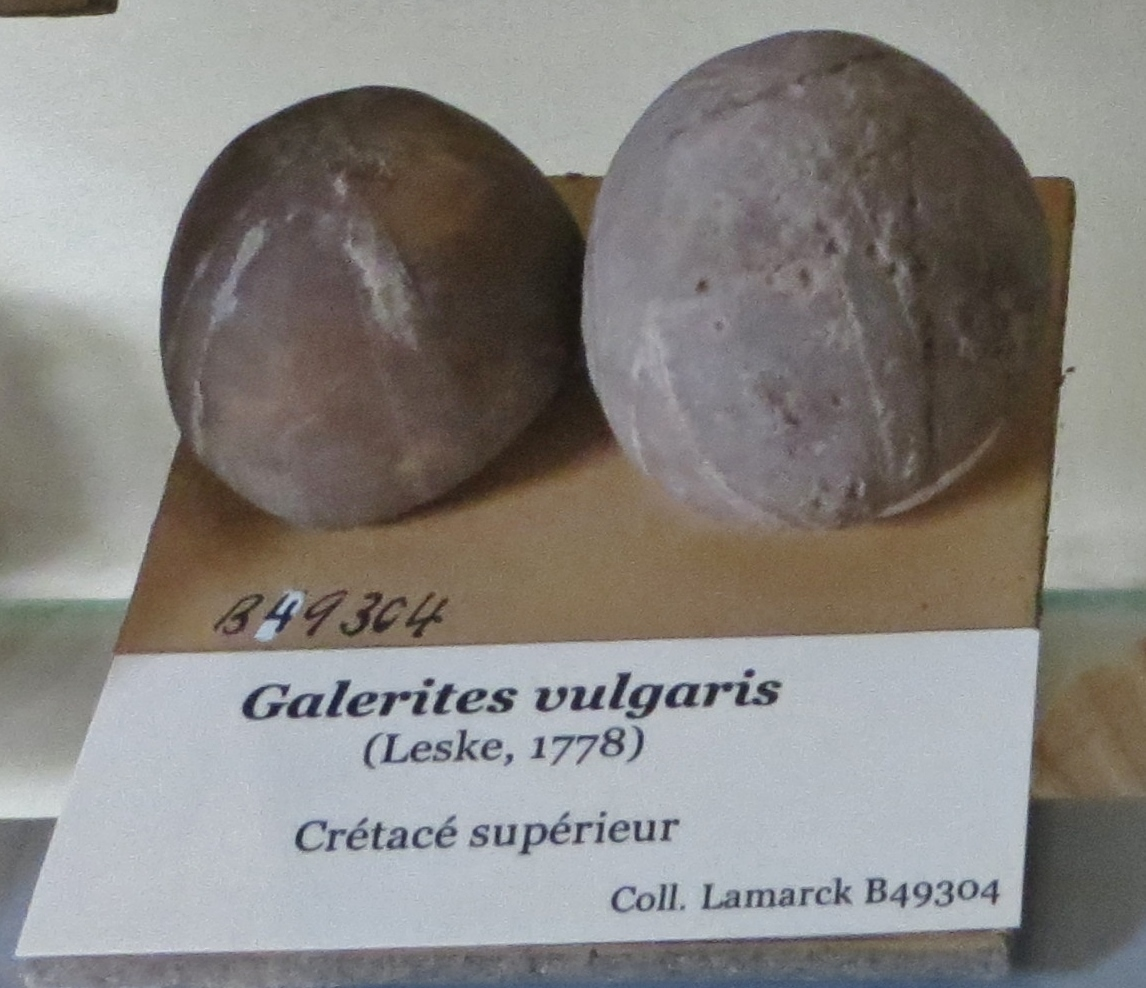
idem